# نرالی
نرالی (به انگلیسی: Narali) یک شهرک در پاکستان است که در تحصیل گجرخان واقع شده‌است. نرالی ۱۵٬۳۵۳ نفر جمعیت دارد.